# Układ mechaniczny

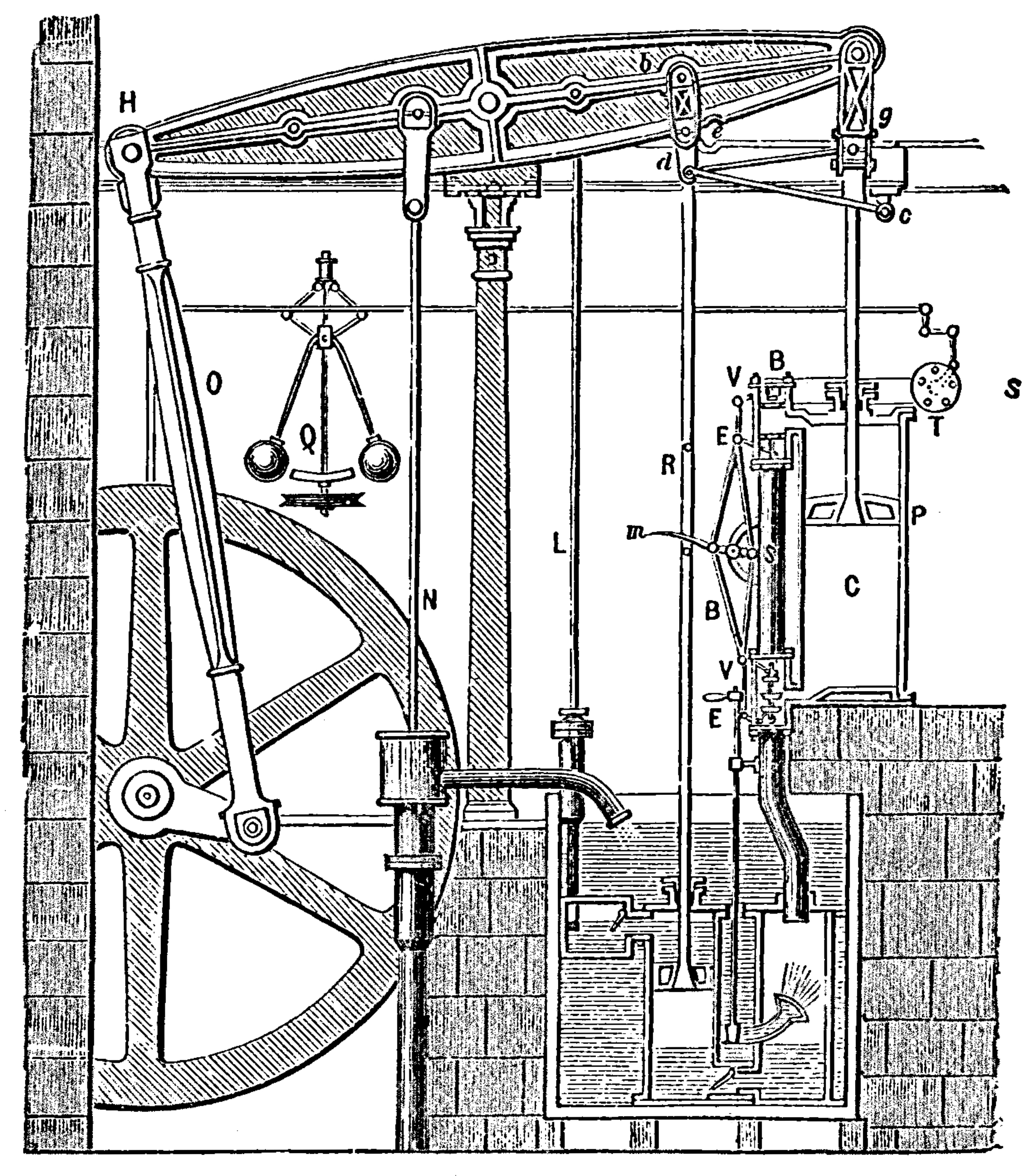
Silnik parowy Boultona & Watta (1784).

Układ mechaniczny – system przetwarzania mocy, w którym występują siły oraz ruch.
Jest to więc system złożony z elementów lub członów które oddziałują w oparciu o zasady mechaniki klasycznej, np.: zasady dynamiki Newtona, zasady mechaniki płynów, zasady termodynamiki, mechanikę ośrodków ciągłych itd.